# Gaetano Badalamenti
Gaetano Badalamenti, soprannominato Zu Tano (Cinisi, 14 settembre 1923 – Ayer, 29 aprile 2004), è stato un mafioso italiano, legato a Cosa nostra.
Fu il capo della cosca mafiosa di Cinisi in provincia di Palermo e ha diretto la "Commissione" dal 1974 al 1978. Nel 1987 fu condannato negli Stati Uniti a 45 anni di reclusione in una prigione federale per essere stato uno dei leader della cosiddetta "Pizza connection", un traffico di droga del valore di 1,65 miliardi di dollari che, dal 1975 al 1984, aveva utilizzato pizzerie come punto di distribuzione. Badalamenti è stato inoltre condannato all'ergastolo per aver ordinato l'omicidio di Peppino Impastato, attivista di Democrazia Proletaria che attraverso il suo programma radiofonico, Radio Aut, aveva denunciato le attività illecite del boss.

## Biografia

### Primi anni
Nacque in una famiglia povera, ultimo di cinque figli e quattro figlie. Nello stesso anno in cui è venuto alla luce morì suo padre, Vito (classe 1877). Frequentò per breve tempo la scuola prima di iniziare a lavorare come allevatore di bovini all'età di soli dieci anni. Da giovanissimo iniziò a bazzicare gli ambienti della malavita frequentando il gruppo di Cesare Manzella, boss di Cinisi. Arruolato nel regio esercito italiano nel 1941, disertò prima che gli alleati effettuassero lo sbarco in Sicilia, nel luglio 1943.
Nel maggio del 1941, prima della chiamata alle armi, le Guardie campestri di Terrasini lo denunciano per abigeato. Nel 1946 venne colpito da mandato di cattura per associazione a delinquere e concorso nel sequestro di persona dell'industriale Vito Zerilli, fu denunciato per l'omicidio di Salvatore Calati e per il tentato omicidio con lesioni ai danni di Procopio Finazzo, avvenuto il 10 ottobre 1946, e, insieme ad un altro pregiudicato, per concorso nell'omicidio dello stesso Procopio, avvenuto il 15 ottobre 1947.
Decise così di raggiungere negli Stati Uniti d'America il fratello maggiore Emanuele che aveva avviato un supermercato e un distributore di benzina nella contea di Monroe, nel Michigan. Nel giorno del suo ventiseiesimo compleanno il tribunale di Palermo lo assolse per insufficienza di prove dall'accusa di omicidio aggravato e, per amnistia, anche dall'imputazione di omessa denuncia di armi.
Il 7 giugno 1950 Badalamenti venne arrestato dalla polizia statunitense a Monroe come immigrato irregolare e rispedito in Italia; sarebbe riuscito ad entrare illegalmente negli Stati Uniti grazie ai rapporti consolidati tra i mafiosi siciliani e i criminali americani. Divenne quindi il vicecapo della cosca di Cinisi, guidata dal boss Cesare Manzella. Nel gennaio del 1951 la polizia lo arrestò per espatrio clandestino e truffa in danno della società di navigazione “Italia”. Tornato in libertà dopo poco, cominciò a dedicarsi al commercio di droga con gli USA.
Nel frattempo venne assolto dall'accusa di sequestro di persona per non aver commesso il fatto e di associazione a delinquere (con formula piena). Il 13 aprile 1953 però venne arrestato dalla Guardia di finanza di Palermo per contrabbando di sigarette estere e resistenza, a mano armata, a pubblico ufficiale; verrà scagionato per insufficienza di prove, in ordine alla resistenza a pubblico ufficiale, tre mesi dopo (21 luglio 1953) dal giudice istruttore del tribunale di Palermo.
Fu in questo periodo che Badalamenti si legò ai boss Angelo La Barbera, Rosario Mancino e Salvatore "Cicchiteddu" Greco, insieme a Tommaso Buscetta, Antonino Sorci e Pietro Davì, con cui si occupò del contrabbando di sigarette e stupefacenti, venendo coinvolto contemporaneamente in numerosi furti di bestiame nella zona di Cinisi.Il 15 gennaio 1955 la squadra mobile di Palermo lo fermò e lo rispedì a Cinisi con foglio di via obbligatorio perché diffidato.
Nel marzo del 1957 arrivò una nuova denuncia in stato di arresto da parte della Guardia di Finanza di Catania per contrabbando pluriaggravato di 2.949 kg di tabacchi ed evasione all'imposta generale sull'entrata. Nello stesso periodo Badalamenti divenne compare di Luciano Liggio facendogli battezzare suo figlio, ed insieme a lui creò un servizio di autotrasporti per la costruzione dell'Aeroporto di Punta Raisi di Palermo, caduto nella sfera di influenza della cosca di Cinisi. Che stesse acquistando enorme potere lo dimostrò la partecipazione a un summit il 12 ottobre all'Hotel delle Palme di Palermo tra esponenti di primo piano della mafia siciliana e alcuni big di quella americana come Lucky Luciano e Giuseppe Bonanno.

### La salita al potere

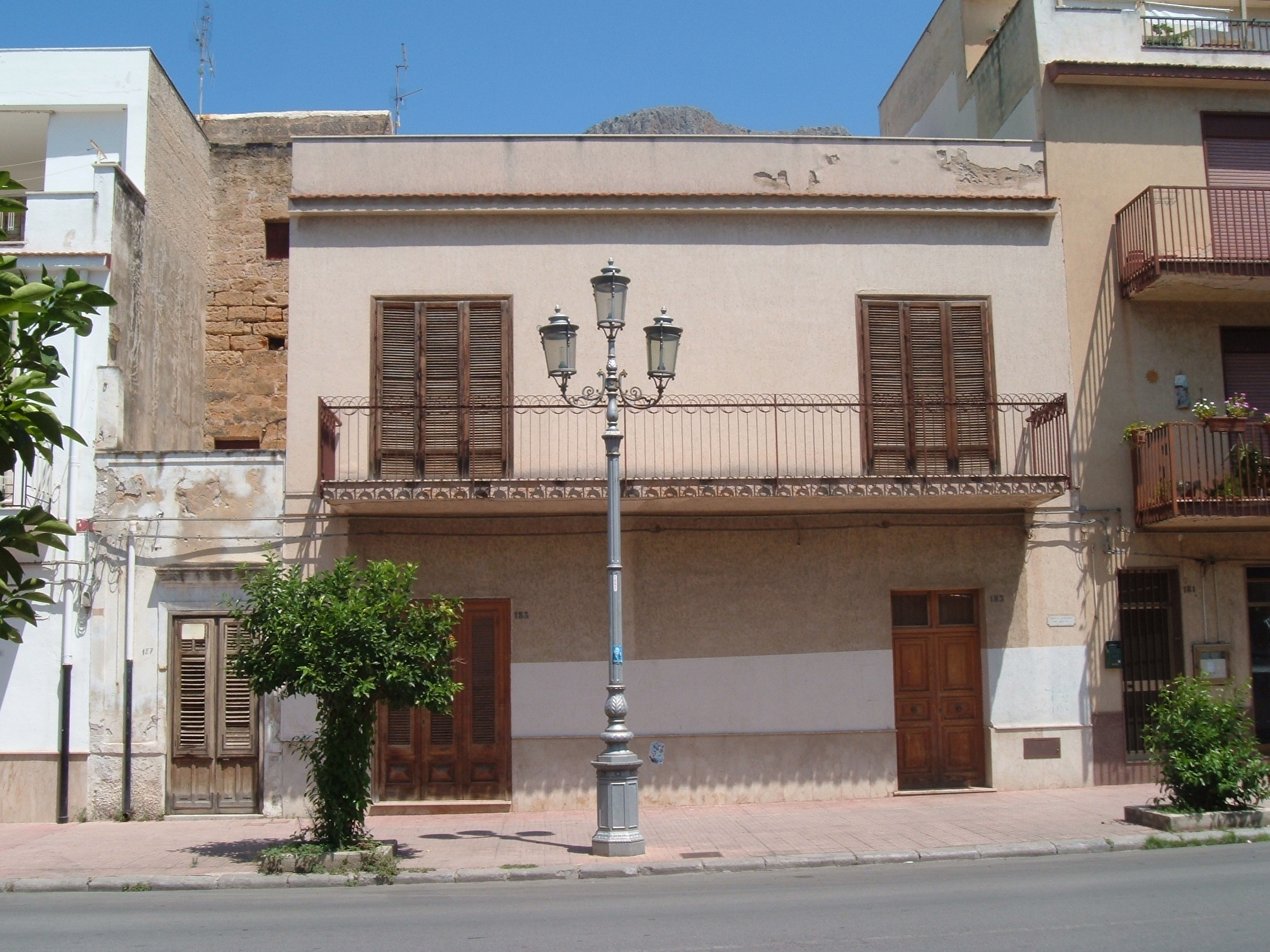
La casa di Gaetano Badalamenti, a cento passi dalla casa di Peppino Impastato, nel film di Marco Tullio Giordana

Nel 1963 Badalamenti divenne il capo della cosca di Cinisi in seguito all'assassinio del capo Cesare Manzella nel quadro della cosiddetta prima guerra di mafia. Nello stesso periodo però Badalamenti si diede alla latitanza per non dover comparire dinanzi alle forze dell'ordine, che lo volevano interrogare sull'omicidio di Manzella e altri fatti di sangue. Mentre era ancora latitante, il 21 febbraio 1966 la Procura Generale di Messina emetteva un ordine di carcerazione per conversione di pena: una multa non pagata di 252 milioni inflittagli per contrabbando di sigarette veniva trasformata in una condanna a tre anni di carcere. Denunciato più volte per associazione a delinquere, il 22 dicembre 1968 Badalamenti venne assolto per insufficienza di prove nel processo svoltosi a Catanzaro contro i protagonisti della prima guerra di mafia. Di conseguenza fu revocato il mandato di cattura che era stato emesso dall'Ufficio Istruzione del Tribunale di Palermo il 17 marzo 1963.
Tornò quindi a Cinisi dopo sei anni di latitanza ma venne inviato al soggiorno obbligato in provincia di Cuneo. Badalamenti vinse il ricorso e fu trasferito nella più vicina Velletri dove si era stabilita una nutrita pattuglia di mafiosi. Le proteste del comando dei Carabinieri di Palermo e l'attenzione del giudice Cesare Terranova fecero saltare il trasferimento a Velletri e così venne spedito prima a Macherio (Milano) e poi a Calcinato potendo continuare a mantenere contatti con altri mafiosi siciliani residenti a Milano, con cui organizzò un traffico di stupefacenti, in collegamento con lo zio Emanuele Badalamenti, residente a Detroit e legato alla locale famiglia mafiosa. L'allontanamento dal comune di Macherio gli costò prima una denuncia dei Carabinieri e poi una condanna a 6 mesi inflittagli dal Pretore di Monza. Nel 1970 Badalamenti parteciperà a un incontro a Milano insieme ad altri boss per discutere sull'implicazione dei mafiosi siciliani nel Golpe Borghese e, durante un incontro a Roma, costituì un "triumvirato" provvisorio insieme a Stefano Bontate e Luciano Liggio per ricostruire la Commissione, sciolta in seguito alla prima guerra di mafia.
Nel 1971 Badalamenti venne denunciato per associazione a delinquere e traffico di stupefacenti insieme ad altre 113 persone (tra cui Stefano Bontate, Giuseppe Di Cristina, Gerlando Alberti, Luciano Liggio ed altri boss) e rinchiuso per un breve periodo nel carcere dell'Ucciardone, tornando poi a Cinisi. La ramificazione mafiosa in Lombardia fu denunciata anche da Francesco Cattanei e Luigi Carraro, presidenti della Commissione parlamentare antimafia tra il 1968 e il 1973, e nella relazione di minoranza presentata da Cesare Terranova e Pio La Torre era presente un nutrito elenco di società che Badalamenti e Totò Riina avevano intestato a prestanome e che erano attive nei settori dell'edilizia, nella compravendita di terreni e immobili, amministrate dal commercialista palermitano Pino Mandalari (candidato del MSI alle elezioni politiche del 1972).
Giovanni Impastato, fratello di Giuseppe Impastato, dichiarò:
(Dichiarazione resa prima dell'istituzione della commissione parlamentare antimafia.)
Nel marzo del 1973 Badalamenti finì a processo con altre 94 persone e venne condannato a 6 anni e 8 mesi.
Nel 1974 la Commissione fu ricostruita da Pippo Calderone in funzione anti-Riina; nacque così il “governo” di Cosa Nostra con membri Badalamenti (Palermo), Bucellato (Trapani), Di Cristina (Caltanissetta), Settecasi (Agrigento), Mongiovi (Enna).
Nel 1975 però Riina, reggente della cosca di Corleone in sostituzione di Luciano Liggio, fece sequestrare e uccidere Luigi Corleo, suocero di Nino Salvo, ricco e famoso esattore affiliato alla cosca di Salemi; il sequestro venne attuato per dare un duro colpo al prestigio di Badalamenti e del suo alleato Bontate, i quali erano legati a Salvo e non riusciranno a ottenere né la liberazione dell'ostaggio, né la restituzione del corpo, anche se Riina negò con forza ogni coinvolgimento nel sequestro.

### La Pizza connection e l'arresto
Nei primi anni settanta Badalamenti diventò il principale trafficante di stupefacenti in Sicilia: infatti il collaboratore di giustizia Antonino Calderone dichiarò che in quel periodo «il punto di collegamento negli Stati Uniti di Gaetano Badalamenti per il traffico di stupefacenti era Domenico Coppola, uomo d'onore di Partinico [...]. Ho appreso da Totò Riina che aveva avuto un lungo colloquio con Domenico Coppola e che quest'ultimo gli aveva riferito tutto sul traffico di stupefacenti in cui era coinvolto Badalamenti. Riina testualmente mi disse che, mentre essi morivano di fame, Badalamenti si arricchiva con la droga».
Nel gennaio del 1978 Badalamenti, insieme ai boss Giuseppe Di Cristina e Pippo Calderone, incontrò Salvatore "Cicchiteddu" Greco, giunto dal Venezuela dove risiedeva, per discutere sull'eliminazione di Francesco Madonia, capo della cosca di Vallelunga Pratameno, in provincia di Caltanissetta, il quale era sospettato di aver ordinato un fallito agguato ai danni di Di Cristina su istigazione di Totò Riina, a cui era strettamente legato; Greco però consigliò di rimandare ogni decisione a data successiva ma, ripartito per Caracas, vi morì prematuramente per cause naturali, il 7 marzo 1978. In seguito alla morte di Greco, Madonia venne ucciso il 16 marzo da Giuseppe Di Cristina e da Salvatore Pillera, inviato da Pippo Calderone. Riina invece accusò Badalamenti di aver ordinato l'omicidio di Madonia senza autorizzazione e lo mise in minoranza, facendolo espellere dalla Commissione e facendolo sostituire con Michele Greco, un suo socio. Badalamenti venne anche sospeso come capo della famiglia mafiosa di Cinisi, che venne affidata a suo cugino Antonio Badalamenti.
Badalamenti fuggì in Brasile per timore di essere eliminato, soggiornando a San Paolo da dove continuò a inviare negli Stati Uniti eroina da Palermo e cocaina dal Sudamerica in stretto collegamento con Salvatore Catalano, esponente della famiglia Bonanno di Brooklyn che utilizzava pizzerie e ristoranti italiani come punti di spaccio degli stupefacenti. Nel corso di un'indagine sul traffico di droga, gli agenti dell'FBI riuscirono a intercettare le conversazioni di Badalamenti in Brasile, il quale parlava in codice con un suo associato negli Stati Uniti, riferendosi a spedizioni di cocaina ed eroina. Badalamenti si spostò anche in Spagna e nel Nord Italia per riorganizzare la controffensiva degli "scappati" alla seconda guerra di mafia scatenata dai Corleonesi e cercò di convincere Tommaso Buscetta (che si trovava pure lui in Brasile) a scendere in campo insieme a lui. Durante la seconda guerra di mafia infatti furono uccisi undici familiari di Badalamenti tra Cinisi e Terrasini.
Nel 1984, sempre attraverso intercettazioni telefoniche, l'FBI scoprì che Badalamenti aveva programmato un incontro a Madrid con il nipote Pietro "Pete" Alfano, proprietario di una pizzeria a Oregon, in Illinois, e considerato il "punto di contatto principale negli Stati Uniti per il traffico di eroina. L'8 aprile di quell'anno, in un residence della periferia di Madrid, gli agenti dell'FBI e quelli delle polizie italiana e spagnola arrestarono Badalamenti e il figlio Vito insieme a Pietro Alfano; al momento dell'arresto e per i giorni a seguire Badalamenti sostenne di essere un cittadino brasiliano di nome Paolo Ares Barbosa esibendo un passaporto rilasciato dalle autorità di Brasilia. Tuttavia il 15 novembre gli arrestati furono estradati negli Stati Uniti e in cambio l'Italia otterrà l'estradizione di Tommaso Buscetta, arrestato a San Paolo nell'ottobre del 1983.

### La detenzione e i contatti per la collaborazione
Nel 1985 Badalamenti e altri diciotto imputati finirono sotto processo a New York in quello che divenne noto come il caso Pizza connection. Il processo durò quasi due anni ed è stato il più lungo nella storia giudiziaria degli Stati Uniti, concludendosi il 22 giugno 1987 con un verdetto di colpevolezza per Badalamenti e Salvatore Catalano, che vennero condannati a 45 anni di carcere ciascuno per traffico internazionale di droga ai quali si aggiunsero i 15 per associazione mafiosa e 18 mesi per reticenza. Il boss trascorse i primi 40 mesi di detenzione nel penitenziario di massima sicurezza di Marion in Illinois.
Nel 1989 l'allora capo dell'Alto commissariato per il coordinamento della lotta alla mafia Domenico Sica confermò alla Commissione parlamentare antimafia di aver avuto un colloquio con Badalamenti riguardo a una sua collaborazione con la giustizia. Ciò comportò un incidente diplomatico piuttosto serio poiché anche il giudice istruttore Giovanni Falcone e il PM Giuseppe Ayala erano sulle sue tracce e stavano preparando una rogatoria internazionale per interrogarlo. Lo scontro tra le toghe di Palermo e Sica avvenne quando l'Alto commissariato tornò dalla trasferta americana a mani vuote vanificando il lavoro fatto da Falcone e Ayala.
Il giornalista della Rai Ennio Remondino riuscì a intervistare Badalamenti nel carcere di Memphis nel dicembre del 1993; il boss sostenne di essere perseguitato dagli USA e che Buscetta fu manovrato al processo della Pizza Connection.
Negli anni novanta Badalamenti rifiutò di tornare in Italia per il confronto con Tommaso Buscetta ma comunque lo attaccò pubblicamente negando la veridicità delle dichiarazioni del pentito che aveva raccontato ai magistrati di aver saputo da don Tano che il giornalista Mino Pecorelli era stato ucciso poiché con le sue rivelazioni sul caso Moro era diventato una minaccia per Giulio Andreotti. Secondo Buscetta poi Badalamenti gli avrebbe raccontato di aver incontrato in prima persona Andreotti a Roma insieme al cognato Filippo Rimi e a uno dei cugini Salvo ricevendo persino dei complimenti personali.
Nell'ottobre 1994, chiamato a testimoniare nel processo a carico del funzionario Bruno Contrada, il questore Antonino De Luca rivelò che Badalamenti era stato confidente dell'Arma dei Carabinieri e fornì informazioni sull'omicidio del colonnello Giuseppe Russo, ucciso dai Corleonesi nel 1977.
Il 14 novembre 1994, nel carcere di Memphis, il maresciallo Antonino Lombardo - comandante dei Carabinieri di Terrasini dal 1980, e passato al Ros di Palermo nel 1994 dopo aver dato un importante contributo all'arresto di Riina - insieme al maggiore Mario Obinu incontrò Badalamenti per cercare di ottenere la sua collaborazione, quindi di riportarlo in Italia per testimoniare al processo Pecorelli. Badalamenti ammise innanzitutto di aver fatto parte di Cosa Nostra e di aver ricoperto ruoli di vertice. Raccontò che l'avvento dei Corleonesi di Riina al potere sarebbe stato pilotato dalla CIA e che il boss sarebbe stato un involontario burattino nelle mani dei servizi segreti americani. Badalamenti spiegò ai due carabinieri di essere vittima di un complotto della CIA negando di essere responsabile del traffico di droga addebitatogli; tale manovra sarebbe stata concepita infatti per dare spazio ai Corleonesi e ai loro nascenti contatti politici.
Dopo aver ripercorso alcune dinamiche degli equilibri mafiosi antecedenti la seconda guerra di mafia, ha rivelato che il colonnello Giuseppe Russo fu ucciso per aver rilasciato un'intervista in cui aveva riferito di essere stato graziato per una espressa opposizione di Badalamenti; tale esplicitazione avrebbe causato poi la “posatura” di Badalamenti stesso sospettato di essersi confidato con il carabiniere. A metà dicembre nel carcere di Fairton (New Jersey) Badalamenti incontrò Lombardo, Obinu, i magistrati Fausto Cardella (DDA di Perugia) e Gioacchino Natoli (DDA di Palermo), il tenente colonnello Domenico De Petrillo (dirigente centro DIA di Roma) e il vicequestore Roberto Fiorelli (addetto al centro DIA di Roma); questa volta però Badalamenti fu meno collaborativo e molto criptico. Don Tano stabilì, come condizione al suo rientro in Italia per testimoniare, che venisse a "prenderlo" proprio il maresciallo. Pur facendo notare la pericolosità dell'operazione, Lombardo infine accettò di organizzarla e fissò la propria partenza per il 26 febbraio 1995.
Tre giorni prima della partenza nella trasmissione televisiva Tempo reale, condotta da Michele Santoro, il sindaco di Palermo Leoluca Orlando e quello di Terrasini Manlio Miele denunciarono che a Terrasini pezzi dello Stato stavano aiutando la mafia; il nome di Lombardo non fu pronunciato ma sembrò chiaro il riferimento all'"ex capo della stazione di Terrasini". Inoltre il pentito Salvatore Palazzolo aveva dichiarato che Lombardo era “avvicinabile”. I vertici dell'Arma annullarono la missione negli USA e Lombardo fu estromesso. Il 26 febbraio a Terrasini fu ritrovato il cadavere di Francesco Brugnano, titolare di una cantina vinicola e presunto confidente di Lombardo. Il carabiniere, per non passare per colluso e per non mettere in pericolo la propria famiglia, il 4 marzo si suicidò in un'auto di servizio nel parcheggio della caserma Bonsignore di Palermo con un colpo di pistola alla testa e non saranno mai ritrovati i suoi appunti sull'arresto di Riina.

### Il caso Pecorelli e i contatti politici
La corte di Cassazione nell'ottobre 2004 ha decretato che l'ex presidente del consiglio Giulio Andreotti ebbe contatti "amichevoli e talvolta anche diretti" con Badalamenti e Stefano Bontate, favoriti da Salvo Lima attraverso i cugini Salvo.
Secondo una ipotesi di alcuni magistrati e investigatori, Andreotti potrebbe aver commissionato l'uccisione del giornalista Mino Pecorelli, direttore del giornale Osservatorio Politico (OP).
Pecorelli che sembra utilizzasse il giornale per ricattare personalità importanti, accettò di fermare la pubblicazione del giornale ma l'uccisione avvenne ugualmente il 20 marzo 1979. Sempre secondo l'ipotesi accusatoria, Andreotti aveva paura che Pecorelli pubblicasse informazioni che avrebbero potuto infangare la sua onorabilità.
Queste informazioni avrebbero riguardato finanziamenti illegali al partito della Democrazia Cristiana e segreti riguardo al rapimento e l'uccisione dell'ex presidente del consiglio Aldo Moro per opera delle Brigate Rosse. Il pentito mafioso Tommaso Buscetta dichiarò che stando a quanto gli aveva raccontato Gaetano Badalamenti, a commissionare l'omicidio Pecorelli fossero stati i cugini Salvo probabilmente per conto di Giulio Andreotti.
(Documento del Senato della Repubblica)
Nel 1999 la corte di Perugia dopo attenta valutazione delle carte processuali prosciolse Giulio Andreotti, il suo stretto collaboratore Claudio Vitalone, Gaetano Badalamenti, Giuseppe Calò, il presunto killer Massimo Carminati (uno dei fondatori del gruppo di estrema destra NAR - Nuclei Armati Rivoluzionari) e Michelangelo La Barbera (in base all'articolo 530 c.p.p.).
Il 17 novembre 2002 la Corte d'appello ribaltò le sentenze di Badalamenti e Andreotti. Furono entrambi condannati a 24 anni di carcere come mandanti dell'omicidio Pecorelli.
Infine nel 2003, Giulio Andreotti è stato assolto dall'accusa di associazione mafiosa (per alcune accuse è stata pronunciata l'assoluzione, per altre la prescrizione del reato) e successivamente fu assolto assieme a Badalamenti anche dall'accusa di essere il mandante dell'omicidio del giornalista.

### Condanna in Italia e ultimi anni negli Usa
Nel 2002 la giustizia italiana ha condannato Badalamenti all'ergastolo come mandante dell'omicidio di Giuseppe Impastato, avvenuto il 9 maggio 1978; Impastato venne ucciso in modo da simulare un suicidio o un errato attentato, dopo che questi aveva pubblicamente attaccato Badalamenti e i suoi uomini. Nella sua famosa trasmissione radiofonica "Onda pazza" a Radio Aut derise sia politici sia mafiosi e denunciava quotidianamente i crimini e gli affari dei mafiosi di "Mafiopoli" (Cinisi) e le attività di "Tano Seduto", soprannome sarcastico e dispregiativo dato a Gaetano Badalamenti.
Prima di giungere alla condanna, il caso di Giuseppe Impastato fu archiviato due volte, nel 1984 e nel 1992.

### Morte in carcere
Gaetano Badalamenti, affetto da un tumore che aveva provocato gravi conseguenze renali e una epatite, morì per arresto cardiaco il 29 aprile 2004 all'età di 80 anni nel centro medico federale del penitenziario di Devens nel Massachusetts.
Tre anni dopo la morte, si è chiuso il procedimento iniziato nel 1982 per la confisca dei beni del boss, passati totalmente allo Stato.

## Figli
- Leonardo Badalamenti: è stato arrestato insieme a 16 persone il 22 maggio 2009 a San Paolo del Brasile nel corso dell'Operazione centopassi dei carabinieri del ROS per associazione mafiosa, corruzione e truffa. Sono stati sequestrati beni per un valore di 5 milioni di euro. Nelle loro attività criminali, sono arrivati a gestire titoli di credito e hanno tentato truffe ai danni di alcune banche[72] quali Lehman Brothers, e HSBC[73]. Nel giugno del 2009, Leonardo Badalamenti è stato scarcerato dal Tribunale del Riesame di Palermo[74]. La Cassazione ha però annullato la scarcerazione nel febbraio del 2010, ordinando il nuovo arresto del figlio del boss, datosi però alla fuga e resosi latitante da tale data[75]; è stato ri-arrestato il 5 agosto 2020 a Trapani.
- Vito Badalamenti: condannato a 6 anni di carcere per associazione mafiosa, è stato inserito nell'elenco dei latitanti più pericolosi d'Italia, ma fu rimosso dalla lista il 2 aprile 2012 per revoca del mandato d'arresto.

## Nella cultura di massa

### Cinema
- I cento passi, regia di Marco Tullio Giordana (2000), in cui viene interpretato da Tony Sperandeo
- Il traditore, regia di Marco Bellocchio (2019), interpretato da Giovanni Calcagno

### Televisione
- Il capo dei capi di Enzo Monteleone e Alexis Sweet – serie TV (2007), interpretato da Orio scaduto
- Felicia Impastato di Gianfranco Albano – film TV (2016), interpretato da Giovanni Cintura
- Boris Giuliano - Un poliziotto a Palermo di Ricky Tognazzi – miniserie TV (2016), interpretato da Tony Sperandeo